# The Feast of Life
The Feast of Life è un film muto del 1916 diretto da Albert Capellani. Scritto e sceneggiato da Frances Marion, è interpretato da Clara Kimball Young.

## Trama
A Cuba, Aurora Fernandez viene costretta - per salvare la tenuta di famiglia - a sposare il ricco don Armada. Il suo cuore, però, appartiene a Pedro, un povero pescatore che vive con lo zio, padre Venture, e la sorella Celida. Don Armada ha sedotto la giovane Celida ma ora che vuole sposare Aurora, manda via l'amante. Intanto Aurora, volendo vedere il suo Pedro, si traveste da danzatrice e si reca nella locanda dove sa di trovare il pescatore con i suoi compagni. Lui non la riconosce, ma è intrigato da quella bella donna.
Celida ormai è in punto di morte; malata di crepacuore, confessa al fratello e allo zio di essere stata l'amante di don Armada. Pen vendicare la sorella, Pedro raduna tutti i pescatori e li guida in una spedizione punitiva nella villa di Armada, dove si sta tenendo il banchetto nuziale. Gli ospiti scappano terrorizzati e Armada viene ferito, rimanendo accecato. Pedro riconosce nella sposa del suo avversario Aurora e si rende conto che lei è la ballerina che lo ha così tanto affascinato. Nonostante i suoi propositi bellicosi, Pedro viene mosso a pietà nel rendersi conto che Armada non ci vede più e abbandona la villa.
Don Armada si sottopone a un'operazione che dovrà rendergli la vita, con i medici che lo mettono sull'avviso: qualsiasi shock potrebbe causargli la cecità senza via di uscita. Lui, rendendosi conto che Aurora ha una relazione con qualcuno, non le dice di aver riacquistato la vista e si mette a spiarla. Intercetta così un biglietto di Pedro e chiude la moglie nella sua stanza. Poi si reca da Pedro e lo pugnale. Quando torna da Aurora, le dice quello che ha fatto e lei scopre di essere stata ingannata dal falso cieco. La grande emozione causata dagli ultimi avvenimenti, però, abbatte Armada che muore. Aurora fugge di casa per andare da Pedro: benché ferito, il giovane pescatore è ancora vivo. Curato dalla sua donna, riprenderà ben presto le forze e gli amanti saranno così riuniti.

## Produzione
Il film fu prodotto dalla Paragon Films e venne girato a Cuba

## Distribuzione
Il copyright del film, richiesto dalla World Film Corp., fu registrato il 4 maggio 1916 con il numero LU8218.

Distribuito dalla World Film, il film uscì nelle sale cinematografiche statunitensi il 1º maggio 1916.
Copia della pellicola in 35 mm e della lunghezza di 1274 metri con le didascalie in ceco viene conservata negli archivi della Národní Filmový Archiv. Il film è stato presentato in Italia nel 2011 dalla Cineteca di Bologna